# 149-й меридіан західної довготи
149-й меридіан західної довготи — лінія довготи, що лежить на 149 градусів західніше Гринвіцького меридіана. Вона проходить від Північного полюса через Північний Льодовитий океан, Північну Америку, Тихий океан, Південний океан та Антарктиду до Південного полюса.
149-й меридіан західної довготи формує велике коло разом із 31-шим меридіаном східної довготи.

## Список географічних об'єктів, що перетинає 149° зх. д.
Починаючи на Північному полюсі та рухаючись до Південного полюса, 149-й меридіан західної довготи проходить через:
| Координати                                                   | Країна, територія або море | Примітки                                                          |
| ------------------------------------------------------------ | -------------------------- | ----------------------------------------------------------------- |
| 90°0′ пн. ш. 149°0′ зх. д. / 90.000° пн. ш. 149.000° зх. д.  | Північний Льодовитий океан |                                                                   |
| 72°29′ пн. ш. 149°0′ зх. д. / 72.483° пн. ш. 149.000° зх. д. | Море Бофорта               |                                                                   |
| 70°26′ пн. ш. 149°0′ зх. д. / 70.433° пн. ш. 149.000° зх. д. | США                        | Аляска                                                            |
| 59°57′ пн. ш. 149°0′ зх. д. / 59.950° пн. ш. 149.000° зх. д. | Тихий океан                | Проходить східніше острова Таїті, Французька Полінезія            |
| 60°0′ пд. ш. 149°0′ зх. д. / 60.000° пд. ш. 149.000° зх. д.  | Південний океан            |                                                                   |
| 76°19′ пд. ш. 149°0′ зх. д. / 76.317° пд. ш. 149.000° зх. д. | Антарктида                 | Проходить через Землю Мері Берд, на яку жодна країна не претендує |